# Non puosc mudar un chantar non esparja

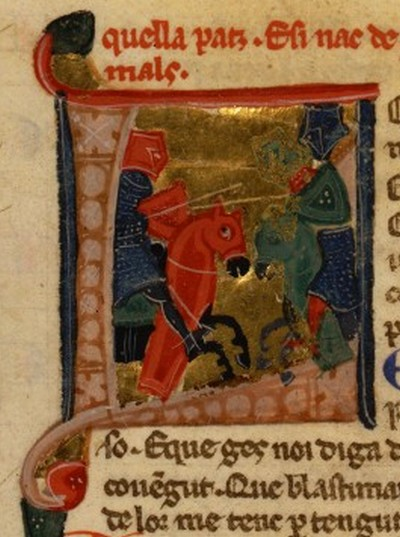
Bertran de Born in battaglia (ms. BnF fr. 854)

Non puosc mudar un chantar non esparja è un sirventes scritto tra il 1188 e il 1189 dal trovatore Bertran de Born in lingua occitana antica.

## Struttura
Metricamente, consta di 5 coblas unissonans da 8 decasillabi e due tornadas da 2 versi.
La forma canzone di Non puosc mudar è un contrafactum di Si·m fos Amors de joi donar tan larga di Arnaut Daniel, della quale imita le rime e le caratteristiche metriche.
puois n’ Oc-e-non a mes foc e trach sanc

,car grans guerra fai d’eschars senhor larc,

per que·m plai ben dels reis vezer la bomba,

que n’aian ops paisson, cordas e pom

e·ns sian trap tendut per fors jazer

e·ns encontrem a milhers et a cens,

si qu’apres nos en chant hom de la gesta.

B. de Born, Non puosc mudar un chantar non esparja, (vv. 1-8)»
cum ieu sui lieis d'aver ferm cor e franc,

ja de mos jorns no'm calgra far embarc,

qu'ieu am tan aut qu'espers me pueg e'm plomba;

e quan m'albir cum es de pertz al som

mout m'en am mais quar anc l'auzei voler,

qu'eras sai ieu que mos cors e mos sens

me faran far, lur grat, rica conquesta.

A. Daniel, Si·m fos Amors de joi donar tan larga (vv. 1-8)»

## Contenuto
L'opera è citata da Dante nel De vulgari eloquentia come esempio tecnico di perizia compositiva di poesia d'armi. Si tratta infatti di un tipico sirventese di argomento guerresco, in cui Bertran menziona numerosi personaggi storici dell'epoca, con cui ebbe verosimilmente a confrontarsi politicamente e militarmente, essendo egli stesso signore e vassallo dei duchi di Aquitania: Riccardo Cuor di Leone (v. 2, Oc-e-non, "Sì-e-no"), Filippo II Augusto (v. 25, reis Felips), Carlo Magno (v. 31, Charle).
Notevole il finale di tornada, in affidamento al joglar Papiols: «di·m a·n Rotgier e a totz sos parens / qu'ieu non trop mais "omba", ni "om" ni "esta"» ("dì da parte mia a messer Ruggiero e ai suoi parenti / che non trovo più [rime in] -omba, né -om, né- esta").